# Emilcin
Emilcin – wieś w Polsce, położona w województwie lubelskim, w powiecie opolskim, w gminie Opole Lubelskie.
W latach 1975–1998 miejscowość administracyjnie należała do ówczesnego województwa lubelskiego.
Wieś stanowi sołectwo w gminie Opole Lubelskie. Według Narodowego Spisu Powszechnego z roku 2011 liczyła wtedy 221 mieszkańców.
We wsi znajduje się jedyny istniejący pomnik UFO w Polsce, odsłonięty 15 października 2005. Przedstawia on metalowy sześcian umieszczony na kamiennym cokole, a na nim napis: „10 maja 1978 roku w Emilcinie wylądował obiekt UFO. Prawda nas jeszcze zadziwi... Fundacja NAUTILUS 2005 r.”. Pomnik związany jest z rzekomym spotkaniem mieszkańca wsi z istotami pozaziemskimi.